# Kalanchoe brachyloba
Kalanchoe brachyloba là một loài thực vật có hoa trong họ Crassulaceae. Loài này được Welw. ex Britten miêu tả khoa học đầu tiên năm 1871.